# Сан Валентино (Удине)
Сан Валентино је насеље у Италији у округу Удине, региону Фурланија-Јулијска крајина.
Према процени из 2011. у насељу је живело 3277 становника. Насеље се налази на надморској висини од 4 м.